# Маніхіно II
Маніхіно II (Маніхіно-Друге (рос. Манихино II)) — вузлова залізнична станція Великого кільця Московської залізниці у міському окрузі Істра Московської області.
Відкрита в 1943 році разом з будівництвом західного напівкільця Великого кільця. Названа за однойменним селом Маніхіно. Найближчий населений пункт — селище Агрогородок на північному заході.
На станції одна низька пасажирська платформа, острівна, знаходиться на дузі, біля двох додаткових колій № 3 і № 5 на захід від двох головних колій.
Маніхіно II є вузловою станцією: крім двоколійних перегонів по Великому кільцю на південь на Лукіно і на північ на Поварово III, на південь від пасажирської платформи у межах станції знаходиться розв'язка з Ризьким напрямком МЗ з трьома ССГ до станції головного ходу Маніхіно I на захід — як з півночі кільця (дві), так і з півдня (одна, побудована в 2000-х роках). Для приміського пасажирського руху використовується тільки західний одноколійний з'їзд (колія № 5, продовження крайньої колії № 5) для заїзду електропотягу в Маніхіно I з поверненням назад.
На станції зупиняються електропотяги Великого кільця дільниці Дєтково — Бекасово I — Поварово II. Три пари на день, часті запізнення. Електропотяги обслуговуються моторвагонним депо Апрелєвка Київського напрямку МЗ. Один поїзд є «прямим» з Київського напрямку, маршрут Апрелєвка — Бекасово I — Поварово II.
При проходженні з боку Кубинки здійснюється стоянка на платформі Маніхіно II і зміна напрямку потягу, далі — заїзд в Маніхіно I і повернення назад до Маніхіно II, далі — прямування у бік Поварово II. При русі у зворотний бік все відбувається у зворотному порядку.
Деякі електропотяги прямують по кільцю без стоянок і заїзду до Маніхіно I (в попередні роки за розкладом, на зиму 2013 року — тільки при сильному відставанні від графіку). В цьому випадку пересадка на Ризький напрямок можлива на платформі 165 км. Також при сильному запізненні електропотяг не прямує далі до Поварово II, а обертається по Маніхіно II, роблячи станцію тимчасово кінцевою.
Безпосередньо біля вхідних світлофорів станції з півдня на перегоні до Лукіно знаходиться платформа 165 км, з якої можлива пішохідна пересадка на Маніхіно I.